# Paul Magnette

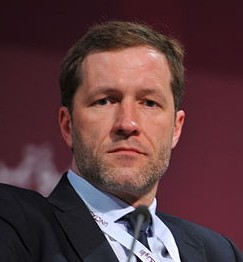
Paul Magnette 2012

Paul Magnette (* 28. Juni 1971 in Löwen) ist ein belgischer Politikwissenschaftler und Politiker der Parti Socialiste (PS). Er besetzte von 2007 bis 2013 verschiedene Ministerämter und war von 2014 bis 2017 Ministerpräsident der Wallonischen Region. Auf lokaler Ebene war Magnette von 2012 bis 2024 Bürgermeister von Charleroi. Er war von 2013 bis 2014 Vorsitzender seiner Partei und hat dieses Amt seit 2019 erneut inne.

## Leben
Nach seinem Studium der Politikwissenschaften und der Europapolitik an der ULB (1989–1994) spezialisierte er sich auf die Geschichte des politischen Denkens an der Universität Cambridge (1994–1995), wo er als Dozent (visiting fellow) tätig war. Von 1995 bis 1999 war er Doktorand und Stipendiat der Stiftung für wissenschaftliche Forschung in Wallonien FNRS. Außerdem arbeitete er als Assistent an der ULB.
Nach seiner Doktorarbeit (Citoyenneté et construction européenne 1997) hatte er mehrere Forschungsaufträge an der FNRS (1999–2000), wurde maître de conférence (2000–2001), Dozent (2001–2005) und 2005 Professor für Politikwissenschaft an der ULB. Nach 1999 war er auch Professor am Institut für politische Studien in Paris nach 2003 Inhaber des Lehrstuhls Jean Monnet. Von 2001 bis 2006 war er Direktor des Instituts für Europäische Studien der ULB, wo er die Abteilung Politik betreute.
Er ist gegenwärtig als Hochschullehrer für EU-Verfassungsrecht an der Université Libre de Bruxelles tätig. 
Vor seinem Eintritt in die Politik nahm er 2005 und 2006 an den Aktivitäten der Gruppe Pavia teil, die sich unter Anleitung von Professor Philippe Van Parijs mit der institutionellen Weiterentwicklung  Belgiens befasst. In Verbindung mit Politologen aller belgischen Universitäten befasste er sich mit der Schaffung föderaler Wahlkreise.
Seit dem 20. Juli 2007 war er Minister in der wallonischen Regierung. Vom 21. Dezember 2007 bis 6. Dezember 2011 war er Minister für Klima und Energie in den Regierungen Verhofstadt III, Leterme I, Van Rompuy und Leterme II. In der Regierung Di Rupo war er vom 6. Dezember 2011 bis zum 17. Januar 2013 Minister für öffentliche Unternehmen, Wissenschaft und Entwicklungszusammenarbeit.
Er übernahm 2013 den Vorsitz der PS, gab ihn aber 2014 wieder an Elio Di Rupo ab.
Nach den Regionalwahlen vom 25. Mai 2014 wurde Paul Magnette zum Ministerpräsidenten der Wallonischen Region gewählt und löste somit seinen Parteikollegen Rudy Demotte (PS) in diesem Amt ab. Nachdem die cdH im Juni 2017 die Koalition mit der PS aufgekündigt hatte, wurde Magnette am 28. Juli 2017 als Ministerpräsident abgewählt.
Im Oktober 2019 wurde Magnette erneut zum Vorsitzenden seiner Partei gewählt.
In Deutschland wurde Magnette zeitweise durch Gedankenspiele bekannt, dass die Wallonie bei einem Auseinanderbrechen Belgiens Deutschland beitreten könne.

## Werke
Magnette hat verschiedene, meist politologische, Bücher geschrieben. 
In seiner frühen Publikation zur Interpretation des dichterischen Werks von Pier Paolo Pasolini, die aus seiner Masterthesis entstand, stellt Magnette Pasolinis Vorstellung vom Widerstand dar: Die Emanzipation des Individuums vollzieht sich gegen die Kräfte der Standardisierung  der Gesellschaft. Ähnlich Marcuse und Illich habe Pasolini sich gegen eine „Entwicklung ohne Fortschritt“ gewandt, in der sich die Bevölkerung unter Vortäuschung einer Verbesserung ihrer Verhältnisse in eine eigenschaftslose, hörige und sterile Mittelschicht verwandle. Mit Pasolini sieht Magnette die Dichtung als Form des Widerstands. Die Bezüge zwischen Politik und Literatur analysiert er im Rahmen der Theorie des literarischen Feldes (Pierre Bourdieu). In den mikropolitischen Bewegungen der Bevölkerung sieht er eine Gegentendenz gegen die kapitalistische Konsumgesellschaft.
In seinen politischen Abhandlungen zur europäischen Politik und zur Rolle des Bürgers und der Regionen betont er die partizipativen und föderalen Aspekte der Gemeinschaft.   

## Positionen
Gegen ein Europa der Märkte

In einem Interview von 2013 stellte Magnette dar, er sei nicht prinzipiell gegen Märkte, aber seit den 80er Jahren sei die Gründungsidee der Europäischen Union immer mehr an den Rand gedrängt worden. Seit 2008 sei die Austeritätspolitik unerträglich. Der Liberalismus habe Europa beschädigt. 

„Die europäische Idee umfasst sehr viel mehr als nur einen „großen Markt“. Sie ist die Idee einer Gemeinschaft der Werte, eines Gesellschaftsmodells und eines kulturellen Reichtums. Wie Jacques Delors vor dreißig Jahren sagte: „Man verliebt sich nicht in einen großen Markt.“ Wenn das europäische Projekt etwas wert ist, dann weil es ein großes zivilisatorisches Projekt ist.“

## Preise und Auszeichnungen
- 2000 gewann er zusammen mit Eric Remacle den Francqui-Preis.
- 2010: Kommandeur des Leopoldsordens[12]
- 2016: Orden der Aufgehenden Sonne 3. Klasse

## Ablehnung des CETA-Abkommens 2016
Im Oktober 2016 wandte er sich im Namen der wallonischen Regierung gegen das bereits seit sieben Jahren diskutierte und kurz vor der Unterzeichnung stehende CETA-Abkommen. Durch die Blockade konnte der Vertrag nicht planmäßig am 27. Oktober 2016  offiziell unterzeichnet werden. Aufgrund der föderalen Struktur Belgiens haben die Gliedstaaten Wallonie, Flandern und  die Region Brüssel-Hauptstadt Mitspracherechte auch in der Außenpolitik und können somit internationale Abkommen blockieren. 
Als Gründe für die Ablehnung nannte er in seiner Rede vom 16. Oktober 2010 im wallonischen Parlament die Bewahrung demokratischer Strukturen, die mehr und mehr aufgelöst würden. Wallonien habe eine vitale demokratische Tradition, weshalb hier der Protest gegen CETA seinen deutlichsten Ausdruck gefunden habe.
Seine Blockade des Abkommens wurde von elf kanadischen Professoren befürwortet und unterstützt, die sich als Spezialisten mit umfangreicher Erfahrung auf dem Gebiet der Inverstorenstreitschlichtung (ISDS) und verwandter Themen in  Kanadas Handelsabkommen beschreiben. Zu ihnen gehören David R. Boyd, John R. Calvert, Simon Fraser, Marjorie Griffin Cohen, Stephen Gill, Ronald Labonté, David Schneiderman, Dayna Nadine Scott, Kyla Tienhaara, Gus Van Harten und Stepan Wood.  Der Brief enthält eine scharfe Kritik an der kanadischen Regierung: „Unsere Demokratie in Kanada hat gelitten, weil die Bundesregierung darauf bestand, Vereinbarungen wie NAFTA und CETA mit Druck durchzusetzen, ohne Zustimmung der Legislative auf Bundes- und Länderebene. Im Ergebnis sind wir nun ohne Zustimmung der Volksvertreter mit einem Investitionsschutzprogramm für ausländische Investoren versehen, das alle Ebenen der Regierung bindet und alle zukünftigen gewählten Regierungen Kanadas für lange Zeit binden wird. Unsere Erfahrungen zeigen die Gefahren auf, denen sich die Demokratie in Europa durch CETA gegenübersieht.“
Infolge der Entscheidung wurde nach Elio di Rupos Aussage erheblicher Druck von etwa 20 Personen auf Magnette ausgeübt, dieser kommentierte das mit  Ironie: „Schade, dass die EU nicht genauso viel Druck auf die ausübt, die den Kampf gegen die Steuerflucht blockieren“.
Am 24. Oktober sollte Belgien eine Frist gesetzt werden. Dies wies Magnette als „unvereinbar mit dem demokratischen Prozess“ zurück. Am 28. Oktober, einen Tag nach der ursprünglich geplanten Unterzeichnung, haben die Wallonie und die Hauptstadtregion Brüssel das CETA-Abkommen gebilligt. Beide Parlamente segneten einen ausgehandelten Kompromiss ab. Damit wird Belgien dem Freihandelsabkommen zustimmen können.

## Übersicht der politischen Ämter
- 2007: Minister der Wallonischen Region für Gesundheit, Sozialhilfe und Chancengleichheit
- 2007–2011: Föderaler Minister für Klima und Energie in den Regierungen Verhofstadt III, Leterme I, Van Rompuy und Leterme II
- 2009–2010: Mitglied des wallonischen Parlamentes (teilweise verhindert)
- 2010–2014: Senator (teilweise verhindert)
- 2011–2013: Föderaler Minister für öffentliche Unternehmen, Wissenschaft und Entwicklungszusammenarbeit in der Regierung Di Rupo, mit den Großstädten beauftragt
- 2012–2024: Bürgermeister von Charleroi (teilweise verhindert)
- 2014–2017: Ministerpräsident der Wallonischen Region
- 2014–heute: Mitglied des wallonischen Parlamentes (teilweise verhindert)

## Publikationen
- Pasolini: La passion politique. Talus d'approche, 1995
- De l'étranger au citoyen: construire la citoyenneté européenne. De Boeck université, 1. Januar 1997
- Mit Mario Telò: De Maastricht à Amsterdam: l'Europe et son nouveau traité, Éd. Complexe, 1998
- L'Europe, l'État et la démocratie: le souverain apprivoisé. Collection "Études européennes".  Complexe, 2000
- Koautor in: Concepts of democratic citizenship. Council of Europe Publishing, 2000
- Mit Kalypso Nicolaïdis: Large and small Member States in the European Union: reinventing the balance. Notre Europe, 2003
- Réformer l'Europe: La Convention européenne. Editions L'Harmattan, 2004
- Citizenship: The History of an Idea. ECPR Press, 2005